# Список Героев Советского Союза (Бортовский — Булаев)
В настоящем списке представлены в алфавитном порядке все Герои Советского Союза, чьи фамилии начинаются с буквы «Б» (всего 983 человека, из них 12 удостоены этого звания дважды, один — трижды и один — четырежды). Список содержит даты Указов Президиума Верховного Совета СССР о присвоении звания, информацию о роде войск, должности и воинском звании Героев на дату представления к присвоению звания Героя Советского Союза, годах их жизни.
Ударения в фамилиях Героев приведены по книге «Герои Советского Союза: Краткий биографический словарь / Пред. ред. коллегии И. Н. Шкадов. — М.: Воениздат, 1987. — Т. 1 /Абаев — Любичев/. — 911 с. — 100 000 экз. — ISBN отс., Рег. № в РКП 87-95382.».
- Персиковым цветом  в таблице выделены Герои, удостоенные звания дважды и более раз.
- Серым цветом  в таблице выделены Герои, представленные к званию посмертно.

| Навигационная таблица | Навигационная таблица                |
| --------------------- | ------------------------------------ |
| «Б»                   | Бабаджанян Амазасп — Балебин Василий |
| «Б»                   | Баленко Александр — Батяев Василий   |
| «Б»                   | Бахаев Степан — Белоусов Павел       |
| «Б»                   | Белоусов Степан — Бирченко Иван      |
| «Б»                   | Бирюзов Сергей — Бойцов Игорь        |
| «Б»                   | Бойцов Филипп — Бортник Роман        |
| «Б»                   | Бортовский Матвей — Булаев Александр |
| «Б»                   | Булаенко Иван — Бяков Алексей        |

| № п/п | Фамилия Имя Отчество                                              | Дата Указа                                  | Род войск                    | Должность | Звание                                    | Годы жизни                                 | БС ГС НЛ                        |
| ----- | ----------------------------------------------------------------- | ------------------------------------------- | ---------------------------- | --- | ----------------------------------------- | ------------------------------------------ | ------------------------------- |
| 731   | Борто́вский Матвей Нестерович укр. Бортовский Матвій Нестерович    | 31.05.1945                                  | танкист                      | командир 9-го танкового полка 19-й механизированной бригады 1-го механизированного корпуса 2-й гвардейской танковой армии 1-го Белорусского фронта | майор                                     | 17.07.1918 — 12.06.1962                    | [ БС 1 ] [ ГС 1 ] [ НЛ 1 ]      |
| 732   | Борщёв Сергей Тимофеевич                                          | 15.05.1946                                  | авиация                      | заместитель по лётной части командира 79-го гвардейского штурмового авиационного полка 2-й гвардейской штурмовой авиационной дивизии 16-й воздушной армии 1-го Белорусского фронта | гвардии подполковник                      | 18.02.1912 — 05.05.1977                    | [ БС 1 ] [ ГС 2 ] [ НЛ 2 ]      |
| 733   | Бо́рщик Иван Владимирович укр. Борщик Іван Володимирович           | 24.03.1945                                  | артиллерия                   | командир батареи 239-го артиллерийского полка 77-й стрелковой дивизии 51-й армии 1-го Прибалтийского фронта | старший лейтенант                         | 26.04.1919 — 21.08.1944                    | [ БС 1 ] [ ГС 3 ] [ НЛ 3 ]      |
| 734   | Бо́сов Алексей Петрович                                            | 17.11.1939                                  | танкист                      | командир роты автоброневого батальона 8-й мотоброневой бригады 1-й армейской группы | старший лейтенант                         | 21.03.1910 — 18.11.1941                    | ——                              |
| 735   | Ботылёв Василий Андреевич (Бо́тылев Василий Андреевич)             | 18.09.1943                                  | морской флот                 | командир 393-го отдельного батальона морской пехоты Черноморского флота | капитан-лейтенант                         | 24.02.1920 — 20.07.1970                    | [ БС 2 ] [ ГС 5 ] [ НЛ 4 ]      |
| 736   | Боча́риков Максим Петрович                                         | 24.03.1945                                  | пехота                       | командир отделения 132-го гвардейского стрелкового полка 42-й гвардейской стрелковой дивизии 40-й армии 2-го Украинского фронта | гвардии сержант                           | 10.10.1908 — 03.06.1986                    | [ БС 2 ] [ ГС 6 ] [ НЛ 5 ]      |
| 737   | Боча́рников Аркадий Николаевич                                     | 24.03.1945                                  | артиллерия                   | наводчик орудия 533-го армейского истребительно-противотанкового артиллерийского полка 61-й армии 1-го Прибалтийского фронта | ефрейтор                                  | 25.08.1925 — 25.10.1944                    | [ БС 2 ] [ ГС 7 ] [ НЛ 6 ]      |
| 738   | Боча́рников Георгий Алексеевич                                     | 15.05.1946                                  | артиллерия                   | командир орудия 823-го артиллерийского полка 301-й стрелковой дивизии 5-й ударной армии 1-го Белорусского фронта | старшина                                  | 17.05.1920 — 12.01.2012                    | [ БС 2 ] [ ГС 8 ] [ НЛ 7 ]      |
| 739   | Боча́рников Иван Петрович                                          | 25.08.1944                                  | танкист                      | командир танковой роты 21-й гвардейской танковой бригады 5-го гвардейского танкового корпуса 38-й армии 1-го Украинского фронта | гвардии старший лейтенант                 | 19.05.1913 — 11.11.1943                    | [ БС 2 ] [ ГС 9 ] [ НЛ 8 ]      |
| 740   | Боча́рников Пётр Степанович                                        | 13.09.1944                                  | пехота                       | командир взвода 429-го стрелкового полка 52-й стрелковой дивизии 57-й армии 3-го Украинского фронта | младший лейтенант                         | 1907 — 14.04.1944                          | [ БС 2 ] [ ГС 10 ] [ НЛ 9 ]     |
| 741   | Бочаро́в Владимир Михайлович                                       | 31.12.1936                                  | авиация                      | командир отряда эскадрильи истребителей И-16 в составе ВВС Испанской Республики | старший лейтенант                         | 02.08.1910 — 13.11.1936                    | ——                              |
| 742   | Бочаро́в Иван Иванович                                             | 03.06.1944                                  | пехота                       | снайпер 481-го стрелкового полка 320-й стрелковой дивизии 28-й армии 3-го Украинского фронта | старший сержант                           | 17.01.1925 — 07.11.1988                    | [ БС 3 ] [ ГС 12 ] [ НЛ 10 ]    |
| 743   | Бочаро́в Иван Кириллович                                           | 31.05.1945                                  | инженер                      | командир отделения 222-го отдельного инженерно-сапёрного батальона 38-й инженерно-сапёрной бригады 61-й армии 1-го Белорусского фронта | младший сержант                           | 29.10.1918 — 15.03.1991                    | [ БС 4 ] [ ГС 13 ] [ НЛ 11 ]    |
| 744   | Бочаро́в Максим Георгиевич                                         | 17.10.1943                                  | пехота                       | пулемётчик 705-го стрелкового полка 121-й стрелковой дивизии 60-й армии Центрального фронта | младший сержант                           | 09.06.1916 — 13.07.1971                    | [ БС 4 ] [ ГС 14 ] [ НЛ 12 ]    |
| 745   | Бочаро́в Николай Павлович                                          | 12.01.1942                                  | комиссар                     | политрук роты 280-го стрелкового полка 185-й стрелковой дивизии 30-й армии Западного фронта | политрук                                  | 10.02.1915 — 27.09.1997                    | [ БС 4 ] [ ГС 15 ] [ НЛ 13 ]    |
| 746   | Бочаро́в Сергей Иванович                                           | 10.04.1945                                  | пехота                       | разведчик взвода пешей разведки 538-го стрелкового полка 120-й стрелковой дивизии 21-й армии 1-го Украинского фронта | старший сержант                           | 22.03.1922 — 25.01.1983                    | [ БС 4 ] [ ГС 16 ] [ НЛ 14 ]    |
| 747   | Бочаро́в Яков Васильевич                                           | 22.02.1944                                  | артиллерия                   | командир орудия 76-го гвардейского стрелкового полка 27-й гвардейской стрелковой дивизии 8-й гвардейской армии Юго-Западного фронта | гвардии старший сержант                   | 1923 — 02.10.1943                          | [ БС 4 ] [ ГС 17 ] [ НЛ 15 ]    |
| 748   | Бо́чек Пётр Семёнович укр. Бочек Петро Семенович                   | 24.03.1945                                  | пехота                       | командир отделения 76-го гвардейского стрелкового полка 27-й гвардейской стрелковой дивизии 8-й гвардейской армии 1-го Белорусского фронта | гвардии сержант                           | 03.03.1925 — 09.02.2018                    | [ БС 4 ] [ ГС 18 ] [ НЛ 16 ]    |
| 749   | Боченко́в Василий Тимофеевич                                       | 31.05.1945                                  | пехота                       | старший адъютант батальона 172-го гвардейского стрелкового полка 57-й гвардейской стрелковой дивизии 8-й гвардейской армии 1-го Белорусского фронта | гвардии капитан                           | 28.08.1919 — 17.03.1994                    | [ БС 4 ] [ ГС 19 ] [ НЛ 17 ]    |
| 750   | Боченко́в Иван Андреевич                                           | 30.10.1943                                  | инженер                      | командир отделения 61-го отдельного моторизованного понтонно-мостового батальона 14-й инженерно-сапёрной бригады РГК в составе 65-й армии Центрального фронта | старший сержант                           | 18.08.1908 — 11.02.1984                    | [ БС 5 ] [ ГС 20 ] [ НЛ 18 ]    |
| 751   | Бо́чин Пётр Антонович                                              | 01.11.1943                                  | авиация                      | командир звена 10-го гвардейского бомбардировочного авиационного полка 270-й бомбардировочной авиационной дивизии 8-й воздушной армии Южного фронта | гвардии лейтенант                         | 12.05.1920 — 22.07.1971                    | [ БС 5 ] [ ГС 21 ] [ НЛ 19 ]    |
| 752   | Бочкарёв Александр Григорьевич                                    | 27.02.1945                                  | танкист                      | механик-водитель танка Т-34 47-й гвардейской танковой бригады 9-го гвардейского танкового корпуса 2-й гвардейской танковой армии 1-го Белорусского фронта | гвардии старшина                          | 05.10.1921 — 17.01.1945                    | [ БС 5 ] [ ГС 22 ] [ НЛ 20 ]    |
| 753   | Бочкарёв Василий Никифорович                                      | 10.01.1944                                  | артиллерия                   | командир миномётного расчёта 1140-го стрелкового полка 340-й стрелковой дивизии 38-й армии Воронежского фронта | сержант                                   | 21.01.1915 — 26.07.1997                    | [ БС 5 ] [ ГС 23 ] [ НЛ 21 ]    |
| 754   | Бочкарёв Михаил Степанович                                        | 25.10.1938                                  | пехота                       | командир батальона 95-го стрелкового полка 32-й стрелковой дивизии 1-й армии | капитан                                   | 01.08.1904 — 20.10.1974                    | ——                              |
| 755   | Бочкарёв Пётр Васильевич                                          | 26.10.1944                                  | артиллерия                   | командир батареи 1959-го истребительно-противотанкового артиллерийского полка 41-й истребительно-противотанковой артиллерийской бригады РГК в составе 2-й танковой армии 1-го Белорусского фронта | капитан                                   | 11.11.1917 — 08.07.1982                    | [ БС 6 ] [ ГС 25 ] [ НЛ 22 ]    |
| 756   | Бочко́в Иван Васильевич                                            | 01.05.1943                                  | авиация                      | начальник воздушно-стрелковой службы 19-го гвардейского истребительного авиационного полка 258-й истребительной авиационной дивизии 7-й воздушной армии Карельского фронта | гвардии капитан                           | 17.09.1915 — 04.04.1943                    | [ БС 7 ] [ ГС 26 ] [ НЛ 23 ]    |
| 757   | Бочко́вич Кирилл Васильевич укр. Бочкович Кирило Васильович        | 20.04.1945                                  | морской флот                 | заместитель командира отдельного взвода противо-воздушной обороны 384-го отдельного батальона морской пехоты Одесской военно-морской базы Черноморского флота | старшина 2-й статьи                       | 1918 — 24.08.1944                          | [ БС 7 ] [ ГС 27 ] [ НЛ 24 ]    |
| 758   | Бочко́вский Владимир Александрович                                 | 26.04.1944                                  | танкист                      | заместитель командира танкового батальона 1-й гвардейской танковой бригады 8-го гвардейского механизированного корпуса 1-й танковой армии 1-го Украинского фронта | гвардии капитан                           | 28.06.1923 — 07.05.1999                    | [ БС 7 ] [ ГС 28 ] [ НЛ 25 ]    |
| 759   | Боя́ринов Григорий Иванович                                        | 28.04.1980                                  | КГБ                          | командир отряда специального назначения «Зенит», руководитель операции по штурму дворца Амина | полковник                                 | 15.11.1922 — 27.12.1979                    | ——                              |
| 760   | Боя́ринцев Владимир Сергеевич                                      | 24.03.1945                                  | связисты                     | командир отделения кабельно-телеграфной роты 359-го отдельного батальона связи 23-го стрелкового корпуса 46-й армии 2-го Украинского фронта | старший сержант                           | 27.02.1921 — 08.04.1997                    | [ БС 7 ] [ ГС 30 ] [ НЛ 26 ]    |
| 761   | Боя́ринцев Тимофей Алексеевич                                      | 16.10.1943                                  | пехота                       | помощник командира взвода пешей разведки 109-го стрелкового полка 74-й стрелковой дивизии 13-й армии Центрального фронта | старший сержант                           | 27.02.1910 — 20.10.1943                    | [ БС 7 ] [ ГС 31 ] [ НЛ 27 ]    |
| 762   | Боя́ркин Василий Илларионович                                      | 15.01.1944                                  | кавалерия                    | командир пулемётного расчёта 4-го эскадрона 60-го гвардейского кавалерийского полка 16-й гвардейской кавалерийской дивизии 7-го гвардейского кавалерийского корпуса 61-й армии Центрального фронта | гвардии старший сержант                   | 24.04.1914 — 12.12.1943                    | [ БС 8 ] [ ГС 32 ] [ НЛ 28 ]    |
| 763   | Боя́ршинов Василий Иванович                                        | 10.01.1944                                  | связисты                     | командир отделения связи 627-го артиллерийского полка 180-й стрелковой дивизии 38-й армии Воронежского фронта | младший сержант                           | 07.03.1915 — 15.03.1990                    | [ БС 9 ] [ ГС 33 ] [ НЛ 29 ]    |
| 764   | Бра́гин Алексей Васильевич                                         | 15.05.1946                                  | авиация                      | командир звена 825-го штурмового авиационного полка 225-й штурмовой авиационной дивизии 15-й воздушной армии Ленинградского фронта | лейтенант                                 | 14.02.1923 — 29.06.1980                    | [ БС 9 ] [ ГС 34 ] [ НЛ 30 ]    |
| 765   | Бра́гин Василий Ефимович                                           | 24.03.1945                                  | пехота                       | командир пулемётной роты 854-го стрелкового полка 277-й стрелковой дивизии 5-й армии 3-го Белорусского фронта | лейтенант                                 | 30.07.1920 — 13.08.1969                    | [ БС 9 ] [ ГС 35 ] [ НЛ 31 ]    |
| 766   | Бра́гин Василий Петрович                                           | 24.03.1945                                  | пехота                       | командир отделения 491-го стрелкового полка 159-й стрелковой дивизии 5-й армии 3-го Белорусского фронта | младший сержант                           | 12.06.1926 — 09.03.1963                    | [ БС 9 ] [ ГС 36 ] [ НЛ 32 ]    |
| 767   | Бра́гин Николай Михайлович                                         | 21.03.1940                                  | комиссар                     | военный комиссар 90-го танкового батальона 20-й тяжёлой танковой бригады 7-й армии Северо-Западного фронта | старший политрук                          | 1902 — 07.03.1940                          | [ БС 9 ] [ ГС 37 ] [ НЛ 33 ]    |
| 768   | Бра́гинец Николай Григорьевич укр. Брагінець Микола Григорович     | 19.05.1940                                  | авиация                      | командир звена 63-го скоростного бомбардировочного авиационного полка 68-й авиационной бригады 7-й армии Северо-Западного фронта | старший лейтенант                         | 24.12.1910 — 06.12.1985                    | ——                              |
| 769   | Браго́нин Терентий Иванович                                        | 16.11.1943                                  | артиллерия                   | командир отделения разведки 156-го гвардейского артиллерийского полка 77-й гвардейской стрелковой дивизии 61-й армии Центрального фронта | гвардии старший сержант                   | 10.11.1909 — 21.01.1944                    | [ БС 10 ] [ ГС 39 ] [ НЛ 34 ]   |
| 770   | Бра́жников Александр Николаевич                                    | 23.02.1945                                  | авиация                      | командир звена 237-го штурмового авиационного полка 305-й штурмовой авиационной дивизии 3-го Прибалтийского фронта | старший лейтенант                         | 13.09.1920 — 16.10.1996                    | [ БС 11 ] [ ГС 40 ] [ НЛ 35 ]   |
| 771   | Бра́жников Иван Моисеевич                                          | 27.03.1942                                  | авиация                      | стрелок-радист 132-го скоростного бомбардировочного авиационного полка 45-й смешанной авиационной дивизии 18-й армии Южного фронта | сержант                                   | 14.11.1915 — 08.04.1991                    | [ БС 11 ] [ ГС 41 ] [ НЛ 36 ]   |
| 772   | Брайко́ Пётр Евсеевич укр. Брайко Петро Овсійович                  | 07.08.1944                                  | партизан                     | активный участник партизанской борьбы на Украине и в Польше, командир 3-го кавалерийского полка 1-й Украинской партизанской дивизии | —                                         | 09.09.1919 — 07.04.2018                    | [ БС 11 ] [ ГС 42 ] [ НЛ 37 ]   |
| 773   | Бра́ндыс Анатолий Яковлевич укр. Брандис Анатолій Якович           | 23.02.1945 29.06.1945                       | авиация                      | заместитель командира эскадрильи 75-го гвардейского штурмового авиационного полка 1-й гвардейской штурмовой авиационной дивизии 8-й воздушной армии 4-го Украинского фронта командир эскадрильи 75-го гвардейского штурмового авиационного полка 1-й гвардейской штурмовой авиационной дивизии 1-й воздушной армии 3-го Белорусского фронта | гвардии старший лейтенант гвардии капитан | 12.08.1923 — 23.03.1988                    | [ БС 11 ] [ ГС 43 ] [ НЛ 38 ]   |
| 774   | Брату́сь Иван Иванович укр. Братусь Іван Іванович                  | 16.10.1943                                  | артиллерия                   | командир расчёта 297-го отдельного истребительно-противотанкового дивизиона 322-й стрелковой дивизии 13-й армии Центрального фронта | старший сержант                           | 26.12.1921 — 16.06.1975                    | [ БС 11 ] [ ГС 44 ] [ НЛ 39 ]   |
| 775   | Бра́тчиков Геннадий Иванович                                       | 24.03.1945                                  | пехота                       | командир оперативно-разведывательной группы «Овин» 2-го отделения разведывательного отдела штаба 1-го Белорусского фронта | майор                                     | 10.03.1914 — 10.12.1944                    | [ БС 11 ] [ ГС 45 ] [ НЛ 40 ]   |
| 776   | Брацю́к Николай Захарович укр. Брацюк Микола Захарович             | 15.01.1944                                  | танкист                      | командир 305-го отдельного танкового батальона 53-й гвардейской танковой бригады 6-го гвардейского танкового корпуса 3-й гвардейской танковой армии Брянского фронта | гвардии майор                             | 19.05.1909 — 23.07.1943                    | [ БС 12 ] [ ГС 46 ] [ НЛ 41 ]   |
| 777   | Бреди́хин Николай Алексеевич                                       | 10.04.1945                                  | танкист                      | механик-водитель танка Т-34 62-й гвардейской танковой бригады 10-го гвардейского танкового корпуса 4-й танковой армии 1-го Украинского фронта | гвардии старшина                          | 05.10.1917 — 07.07.1966                    | [ БС 13 ] [ ГС 47 ] [ НЛ 42 ]   |
| 778   | Бреди́хин Николай Фёдорович                                        | 15.01.1944                                  | танкист                      | начальник штаба 60-го танкового полка 15-й гвардейской кавалерийской дивизии 7-го гвардейского кавалерийского корпуса 61-й армии Центрального фронта | майор                                     | 29.09.1919 — 17.12.1991                    | [ БС 13 ] [ ГС 48 ] [ НЛ 43 ]   |
| 779   | Бре́дов Анатолий Фёдорович                                         | 24.03.1945                                  | пехота                       | командир пулемётного отделения 155-го стрелкового полка 14-й стрелковой дивизии 14-й армии Карельского фронта | сержант                                   | 14.07.1923 — 11.10.1944                    | [ БС 13 ] [ ГС 49 ] [ НЛ 44 ]   |
| 780   | Бре́жнев Леонид Ильич                                              | 18.12.1966 18.12.1976 19.12.1978 18.12.1981 | генерал маршал маршал маршал | С 7 мая 1960 года до 15 июля 1964 года — Председатель Президиума Верховного Совета СССР. Одновременно с 22 июня 1963 года — секретарь ЦК КПСС. На пленуме ЦК КПСС 14 октября 1964 года Л. И. Брежнев избран Первым секретарём ЦК КПСС и утверждён председателем Бюро ЦК КПСС по РСФСР. С 8 апреля 1966 года Л. И. Брежнев — Генеральный секретарь ЦК КПСС и член Политбюро ЦК КПСС, одновременно с 16 июня 1977 года — Председатель Президиума Верховного Совета СССР. 22 марта 1974 года генерал-лейтенанту Л. И. Брежневу присвоено высшее воинское звание «генерал армии», а 7 мая 1976 года — «Маршал Советского Союза». | генерал-лейтенант Маршал Советского Союза | 19.12.1906— 10.11.1982                     | ——                              |
| 781   | Бре́ус Степан Лаврентьевич                                         | 13.09.1944                                  | артиллерия                   | наводчик орудия 32-го артиллерийского полка 31-й стрелковой дивизии 52-й армии 2-го Украинского фронта | ефрейтор                                  | 27.10.1913 — 22.11.2000                    | [ БС 13 ] [ ГС 51 ] [ НЛ 45 ]   |
| 782   | Бре́ус Яков Георгиевич укр. Бреус Яків Георгійович                 | 10.02.1942                                  | пехота                       | командир батальона 161-го стрелкового полка 95-й стрелковой дивизии Приморской армии Южного фронта | лейтенант                                 | 14.01.1911 — 10.08.1972                    | [ БС 14 ] [ ГС 52 ] [ НЛ 46 ]   |
| 783   | Бре́усов Владимир Ефимович                                         | 01.11.1943                                  | пехота                       | пулемётчик 960-го стрелкового полка 299-й стрелковой дивизии 53-й армии Степного фронта | красноармеец                              | 25.07.1925 — 26.11.2001                    | [ БС 15 ] [ ГС 53 ] [ НЛ 47 ]   |
| 784   | Бре́усов Степан Тихонович                                          | 22.07.1944                                  | пехота                       | командир взвода 1126-го стрелкового полка 334-й стрелковой дивизии 43-й армии 1-го Прибалтийского фронта | младший лейтенант                         | 12.12.1904 — 03.03.1963                    | [ БС 15 ] [ ГС 54 ] [ НЛ 48 ]   |
| 785   | Бре́хов Константин Владимирович                                    | 01.05.1943                                  | авиация                      | командир эскадрильи 62-го штурмового авиационного полка 233-й штурмовой авиационной дивизии 1-й воздушной армии Западного фронта | капитан                                   | 05.10.1918 — 18.11.1987                    | [ БС 15 ] [ ГС 55 ] [ НЛ 49 ]   |
| 786   | Брик Григорий Евдокимович укр. Брик Григорій Євдокимович          | 10.04.1945                                  | артиллерия                   | командир миномётной роты 42-го гвардейского стрелкового полка 13-й гвардейской стрелковой дивизии 5-й гвардейской армии 1-го Украинского фронта | гвардии капитан                           | 20.11.1915 — 16.02.1983                    | [ БС 15 ] [ ГС 56 ] [ НЛ 50 ]   |
| 787   | Брике́ль Павел Порфирьевич укр. Брикель Павло Порфирович           | 29.05.1945                                  | генерал                      | командир 6-й гвардейской кавалерийской дивизии 3-го гвардейского кавалерийского корпуса 2-го Белорусского фронта | гвардии генерал-майор                     | 18.11.1903 — 12.10.1983                    | [ БС 15 ] [ ГС 57 ] [ НЛ 51 ]   |
| 788   | Брилёв Тимофей Ефимович                                           | 16.11.1943                                  | артиллерия                   | командир орудия 276-го гвардейского лёгкого артиллерийского полка 23-й гвардейской лёгкой артиллерийской бригады 5-й артиллерийской дивизии 4-го артиллерийского корпуса прорыва РГК в составе 65-й армии Центрального фронта | гвардии старшина                          | 10.06.1906 — 25.12.1966                    | [ БС 15 ] [ ГС 58 ] [ НЛ 52 ]   |
| 789   | Бри́лин Павел Тимофеевич                                           | 19.04.1945                                  | пехота                       | стрелок 71-го гвардейского стрелкового полка 24-й гвардейской стрелковой дивизии 43-й армии 3-го Белорусского фронта | гвардии красноармеец                      | 12.07.1913 — 20.06.1969                    | [ БС 16 ] [ ГС 59 ] [ НЛ 53 ]   |
| 790   | Бри́нский Антон Петрович укр. Бринський Антон Петрович             | 04.02.1944                                  | ГРУ                          | активный участник партизанской борьбы в Белоруссии и на Украине, командир Оперативного разведывательно-диверсионного центра «Брук» Главного разведывательного управления Генерального штаба Красной Армии | подполковник                              | 10.06.1906 — 14.06.1981                    | [ БС 17 ] [ ГС 60 ] [ НЛ 54 ]   |
| 791   | Бринько́ Пётр Антонович укр. Бринько Петро Антонович               | 17.07.1941                                  | авиация                      | заместитель командира эскадрильи 13-го истребительного полка 61-й истребительной авиационной бригады ВВС Балтийского флота | лейтенант                                 | 17.09.1915 — 14.09.1941                    | ——                              |
| 792   | Бри́тиков Алексей Петрович                                         | 15.05.1946                                  | авиация                      | командир эскадрильи 85-го гвардейского истребительного авиационного полка 6-й гвардейской истребительной авиационной дивизии 3-го гвардейского истребительного авиационного корпуса 5-й воздушной армии 2-го Украинского фронта | гвардии капитан                           | 10.03.1917 — 30.01.1978                    | [ БС 17 ] [ ГС 62 ] [ НЛ 55 ]   |
| 793   | Брова́рец Владимир Тимофеевич укр. Броварець Володимир Тимофійович | 17.10.1943                                  | пехота                       | командир взвода 248-й отдельной курсантской стрелковой бригады 60-й армии Центрального фронта | лейтенант                                 | 1923 — 1943                                | [ БС 17 ] [ ГС 63 ] [ НЛ 56 ]   |
| 794   | Бро́вцев Николай Михайлович                                        | 29.06.1945                                  | пехота                       | командир батальона 923-го стрелкового полка 251-й стрелковой дивизии 2-й гвардейской армии 3-го Белорусского фронта | капитан                                   | 30.03.1915 — 15.04.1945                    | [ БС 17 ] [ ГС 64 ] [ НЛ 57 ]   |
| 795   | Бро́вцев Сергей Георгиевич                                         | 25.06.1958                                  | авиация                      | лётчик-испытатель Государственного научно-испытательного института ВВС | полковник                                 | 18.08.1920 — 16.07.1964                    | ——                              |
| 796   | Бро́вченко Иван Никонович укр. Бровченко Іван Никонович            | 13.09.1944                                  | пехота                       | стрелок 936-го стрелкового полка 254-й стрелковой дивизии 52-й армии 2-го Украинского фронта | красноармеец                              | 25.10.1925 — 17.05.1996                    | [ БС 18 ] [ ГС 66 ] [ НЛ 58 ]   |
| 797   | Бродю́к Владимир Владимирович                                      | 05.11.1944                                  | морской флот                 | командир взвода разведки 12-й отдельной бригады морской пехоты Северного оборонительного района Северного флота | младший лейтенант                         | 04.09.1920 — 29.05.1946                    | [ БС 19 ] [ ГС 67 ] [ НЛ 59 ]   |
| 798   | Брозго́ль Николай Израилевич (Брозголь Нохем Израилович)           | 16.05.1944                                  | артиллерия                   | командир 24-й отдельной гвардейской тяжёлой пушечной артиллерийской бригады РГК в составе 38-й армии 1-го Украинского фронта | гвардии полковник                         | 31.08.1912 — 08.04.1974                    | [ БС 19 ] [ ГС 68 ] [ НЛ 60 ]   |
| 799   | Броне́ц Иван Иванович укр. Бранець Іван Іванович                   | 17.11.1939                                  | танкист                      | механик-водитель огнемётного танка ХТ-26 6-й лёгкой танковой бригады 1-й армейской группы | младший комвзвод                          | 1914 — 24.08.1939                          | ——                              |
| 800   | Брони́цкий Юлиан Марьянович пол. Bronicki Julian                   | 29.10.1943                                  | артиллерия                   | командир 899-го артиллерийского полка 337-й стрелковой дивизии 40-й армии Воронежского фронта | подполковник                              | 28.02.1909 — 15.01.1944                    | ——                              |
| 801   | Бро́нников Михаил Максимович                                       | 22.07.1944                                  | комиссар                     | начальник политотдела 67-й гвардейской стрелковой дивизии 6-й гвардейской армии 1-го Прибалтийского фронта | гвардии полковник                         | 14.10.1911 — 14.11.1983                    | [ БС 19 ] [ ГС 70 ] [ НЛ 62 ]   |
| 802   | Броса́лов Александр Никанорович                                    | 27.06.1945                                  | артиллерия                   | командир орудия 436-го артиллерийского полка 112-й стрелковой дивизии 6-й армии 1-го Украинского фронта | старший сержант                           | 22.08.1912 — 22.01.1995                    | [ БС 19 ] [ ГС 71 ] [ НЛ 63 ]   |
| 803   | Бруй Фёдор Филиппович бел. Бруй Фёдар Піліпавіч                   | 29.10.1943                                  | пехота                       | командир батальона 520-го стрелкового полка 167-й стрелковой дивизии 38-й армии Воронежского фронта | майор                                     | 19.09.1907 — 17.01.1982                    | [ БС 20 ] [ ГС 72 ] [ НЛ 64 ]   |
| 804   | Бру́сов Иван Никифорович                                           | 10.04.1945                                  | артиллерия                   | командир зенитно-пулемётного отделения 1995-го зенитно-артиллерийского полка 68-й зенитно-артиллерийской дивизии РГК в составе 4-й танковой армии 1-го Украинского фронта | младший сержант                           | 10.04.1926 — 25.01.1945                    | [ БС 21 ] [ ГС 73 ] [ НЛ 65 ]   |
| 805   | Брызга́лов Иван Иванович                                           | 24.03.1945                                  | артиллерия                   | заряжающий самоходной артиллерийской установки 1452-го самоходного артиллерийского полка 19-го танкового корпуса 43-й армии 1-го Прибалтийского фронта | младший сержант                           | 1926 — 07.08.1944                          | [ БС 21 ] [ ГС 74 ] [ НЛ 66 ]   |
| 806   | Брызга́лов Павел Александрович                                     | 15.05.1946                                  | авиация                      | заместитель командира эскадрильи 178-го гвардейского истребительного авиационного полка 14-й гвардейской истребительной авиационной дивизии 3-го гвардейского истребительного авиационного корпуса 5-й воздушной армии 2-го Украинского фронта | гвардии старший лейтенант                 | 08.09.1922 — 30.04.1998                    | [ БС 21 ] [ ГС 75 ] [ НЛ 67 ]   |
| 807   | Бры́кин Алексей Александрович                                      | 10.04.1945                                  | артиллерия                   | командир 1360-го зенитного артиллерийского полка 29-й зенитной артиллерийской дивизии РГК в составе 5-й гвардейской армии 1-го Украинского фронта | майор                                     | 08.03.1919 — 24.02.1956                    | [ БС 21 ] [ ГС 76 ] [ НЛ 68 ]   |
| 808   | Брыль Николай Харлампиевич укр. Бриль Микола Харлампійович        | 24.03.1945                                  | связисты                     | командир отделения 89-й гвардейской отдельной роты связи 57-й гвардейской стрелковой дивизии 8-й гвардейской армии 1-го Белорусского фронта | гвардии сержант                           | 05.02.1921 — 12.02.1982                    | [ БС 21 ] [ ГС 77 ] [ НЛ 69 ]   |
| 809   | Брынь Василий Мартынович                                          | 26.10.1943                                  | инженер                      | сапёр 89-го гвардейского отдельного сапёрного батальона 78-й гвардейской стрелковой дивизии 7-й гвардейской армии Степного фронта | гвардии ефрейтор                          | 12.01.1910 — 16.04.1983                    | [ БС 22 ] [ ГС 78 ] [ НЛ 70 ]   |
| 810   | Бры́сев Фёдор Яковлевич укр. Брысев Федір Якович                   | 19.08.1944                                  | авиация                      | заместитель командира эскадрильи 109-го авиационного полка 48-й авиационной дивизии 8-го авиационного корпуса Авиации дальнего действия | капитан                                   | 15.02.1915 — 31.03.1995                    | [ БС 23 ] [ ГС 79 ] [ НЛ 71 ]   |
| 811   | Брюха́нов Алексей Иванович                                         | 30.10.1943                                  | пехота                       | командир отделения 320-й отдельной разведывательной роты 193-й стрелковой дивизии 65-й армии Центрального фронта | сержант                                   | 15.03.1923 — 17.10.1943                    | [ БС 23 ] [ ГС 80 ] [ НЛ 72 ]   |
| 812   | Брюха́нов Степан Степанович                                        | 29.06.1945                                  | авиация                      | командир эскадрильи 996-го штурмового авиационного полка 224-й штурмовой авиационной дивизии 8-го штурмового авиационного корпуса 8-й воздушной армии 4-го Украинского фронта | старший лейтенант                         | 09.01.1916 — 03.05.1945                    | [ БС 23 ] [ ГС 81 ] [ НЛ 73 ]   |
| 813   | Бря́кин Павел Константинович                                       | 10.01.1944                                  | пехота                       | наводчик орудия 202-го гвардейского стрелкового полка 68-й гвардейской стрелковой дивизии 40-й армии Воронежского фронта | гвардии ефрейтор                          | 10.06.1922 — 15.08.1960                    | [ БС 23 ] [ ГС 82 ] [ НЛ 74 ]   |
| 814   | Брянди́нский Александр Матвеевич                                   | 17.07.1938                                  | авиация                      | штурман-испытатель Государственного научно-испытательного института ВВС | комбриг                                   | 01.03.1904 — 04.10.1938                    | ——                              |
| 815   | Буачи́дзе Григорий Михайлович груз. ბუაჩიძე გრიგოლ                 | 26.10.1943                                  | артиллерия                   | командир орудия 115-го гвардейского армейского истребительно-противотанкового артиллерийского полка 7-й гвардейской армии Степного фронта | гвардии старший сержант                   | 05.02.1916 — 1996                          | [ БС 23 ] [ ГС 84 ] [ НЛ 75 ]   |
| 816   | Бубе́нин Виталий Дмитриевич                                        | 21.03.1969                                  | пограничник                  | начальник 1-й пограничной заставы «Кулебякины сопки» 57-го Иманского пограничного отряда Тихоокеанского пограничного округа | старший лейтенант                         | род. 11.07.1939                            | ——                              |
| 817   | Бу́бер Леонид Ильич                                                | 07.04.1940                                  | пехота                       | командир роты 212-го стрелкового полка 49-й стрелковой дивизии 13-й армии Северо-Западного фронта | лейтенант                                 | 19.12.1916 — 07.09.2005                    | [ БС 24 ] [ ГС 86 ] [ НЛ 76 ]   |
| 818   | Бубли́й Павел Семёнович укр. Бублій Павло Семенович                | 24.03.1945                                  | пехота                       | заместитель командира 1164-го стрелкового полка 346-й стрелковой дивизии 51-й армии 1-го Прибалтийского фронта | майор                                     | 15.01.1916 — 28.03.1997                    | [ БС 24 ] [ ГС 87 ] [ НЛ 77 ]   |
| 819   | Бу́бликов Фёдор Борисович                                          | 02.08.1944                                  | авиация                      | командир эскадрильи 70-го гвардейского штурмового авиационного полка 3-й гвардейской штурмовой авиационной дивизии 16-й воздушной армии 1-го Белорусского фронта | гвардии старший лейтенант                 | 05.02.1915 — 20.03.1972                    | [ БС 24 ] [ ГС 88 ] [ НЛ 78 ]   |
| 820   | Бу́бнов Николай Матвеевич                                          | 04.11.1943                                  | танкист                      | командир 11-й отдельной гвардейской танковой бригады 2-й танковой армии Центрального фронта | гвардии полковник                         | 25.07.1904 — 02.08.1943                    | [ БС 24 ] [ ГС 89 ] [ НЛ 79 ]   |
| 821   | Бу́вин Борис Петрович                                              | 16.05.1944                                  | морской флот                 | штурман отдельного отряда кораблей высадки Азовской военной флотилии Отдельной Приморской армии | лейтенант                                 | 1921 — 10.01.1944                          | [ БС 24 ] [ ГС 90 ] [ НЛ 80 ]   |
| 822   | Бу́вин Иван Иванович                                               | 26.10.1944                                  | артиллерия                   | командир батареи 339-го отдельного истребительного-противотанкового дивизиона 1-й стрелковой дивизии 70-й армии 1-го Белорусского фронта | старший лейтенант                         | 1918 — 13.10.1944                          | [ БС 24 ] [ ГС 91 ] [ НЛ 81 ]   |
| 823   | Буга́ев Александр Лаврентьевич                                     | 24.03.1945                                  | инженер                      | командир сапёрного взвода 345-го отдельного сапёрного батальона 399-й стрелковой дивизии 48-й армии 1-го Белорусского фронта | старший лейтенант                         | 09.04.1909 — 23.02.1950                    | [ БС 24 ] [ ГС 92 ] [ НЛ 82 ]   |
| 824   | Буга́ев Виктор Елисеевич                                           | 10.01.1944                                  | танкист                      | механик-водитель танка Т-34 332-го танкового батальона 52-й гвардейской танковой бригады 6-го гвардейского танкового корпуса 3-й гвардейской танковой армии 1-го Украинского фронта | гвардии сержант                           | 17.09.1913 — 05.02.1957                    | [ БС 25 ] [ ГС 93 ] [ НЛ 83 ]   |
| 825   | Буга́йченко Иван Федотович укр. Бугайченко Іван Федотович          | 08.05.1965                                  | партизан                     | активный участник подпольной борьбы на Украине, секретарь Потиевского подпольного райкома КП(б)У Житомирской области | —                                         | 15.08.1913 — 14.01.1943                    | ——                              |
| 826   | Буга́нов Гаджи Османович                                           | 24.03.1945                                  | пехота                       | командир 23-го ударно-штурмового стрелкового батальона 3-го ударно-штурмового полка 53-й армии 2-го Украинского фронта | капитан                                   | 25.09.1918 — 20.05.1987                    | [ БС 25 ] [ ГС 95 ] [ НЛ 84 ]   |
| 827   | Буда́нов Феоктист Андреевич                                        | 13.02.1944                                  | артиллерия                   | командующий артиллерией 63-й гвардейской стрелковой дивизии 42-й армии Ленинградского фронта | гвардии полковник                         | 16.10.1904 — 13.10.1969                    | [ БС 25 ] [ ГС 96 ] [ НЛ 85 ]   |
| 828   | Будара́гин Виктор Александрович                                    | 19.08.1944                                  | авиация                      | штурман самолёта 1-го гвардейского минно-торпедного авиационного полка 8-й минно-торпедной авиационной дивизии ВВС Балтийского флота | гвардии лейтенант                         | 11.02.1919 — 06.01.1992                    | [ БС 25 ] [ ГС 97 ] [ НЛ 86 ]   |
| 829   | Буда́рин Николай Петрович                                          | 17.10.1943                                  | пехота                       | командир 241-го гвардейского стрелкового полка 75-й гвардейской стрелковой дивизии 60-й армии Центрального фронта | гвардии подполковник                      | 19.05.1910 — 06.11.1943                    | [ БС 25 ] [ ГС 98 ] [ НЛ 87 ]   |
| 830   | Буденко́в Михаил Иванович                                          | 24.03.1945                                  | пехота                       | снайпер 59-го гвардейского стрелкового полка 21-й гвардейской стрелковой дивизии 3-й ударной армии 2-го Прибалтийского фронта | гвардии старший сержант                   | 05.12.1919 — 02.08.1995                    | [ БС 25 ] [ ГС 99 ] [ НЛ 88 ]   |
| 831   | Будённый Семён Михайлович                                         | 01.02.1958 24.04.1963 22.02.1968            | маршал                       | советский военачальник, герой Гражданской войны, командующий 1-й Конной армией, один из первых Маршалов Советского Союза, с 1954 года в распоряжении Министра обороны СССР | Маршал Советского Союза                   | 25.04.1883 — 26.10.1973                    | ——                              |
| 832   | Буди́лин Иван Михайлович                                           | 30.10.1943                                  | связисты                     | командир отделения связи 685-го стрелкового полка 193-й стрелковой дивизии 65-й армии Центрального фронта | младший сержант                           | 25.12.1924 — 19.09.1995                    | [ БС 27 ] [ ГС 101 ] [ НЛ 89 ]  |
| 833   | Бу́дник Гавриил Дмитриевич укр. Будник Гавриїл Дмитрович           | 16.10.1943                                  | пехота                       | разведчик 151-го стрелкового полка 8-й стрелковой дивизии 13-й армии Центрального фронта | красноармеец                              | 16.12.1924 — 15.08.2001                    | [ БС 27 ] [ ГС 102 ] [ НЛ 90 ]  |
| 834   | Буды́лин Николай Васильевич                                        | 16.10.1943                                  | пехота                       | командир 10-го гвардейского стрелкового полка 6-й гвардейской стрелковой дивизии 13-й армии Центрального фронта | гвардии подполковник                      | 26.05.1899 — 27.08.1975                    | [ БС 27 ] [ ГС 103 ] [ НЛ 91 ]  |
| 835   | Будько́в Константин Александрович                                  | 27.02.1945                                  | пехота                       | командир батальона 1071-го стрелкового полка 311-й стрелковой дивизии 61-й армии 1-го Белорусского фронта | майор                                     | 13.06.1916 — 14.02.1945                    | [ БС 27 ] [ ГС 104 ] [ НЛ 92 ]  |
| 836   | Будю́к Николай Васильевич укр. Будюк Микола Васильович             | 24.03.1945                                  | артиллерия                   | командир батареи самоходных артиллерийских установок 953-го лёгкого самоходного артиллерийского полка 5-й армии 3-го Белорусского фронта | капитан                                   | 1920 — 13.10.1944                          | [ БС 27 ] [ ГС 105 ] [ НЛ 93 ]  |
| 837   | Бузда́лин Семён Григорьевич                                        | 29.10.1943                                  | пехота                       | командир пулемётного взвода 132-го гвардейского стрелкового полка 42-й гвардейской стрелковой дивизии 40-й армии Воронежского фронта | гвардии младший лейтенант                 | 31.01.1924 — 20.09.1944                    | [ БС 28 ] [ ГС 106 ] [ НЛ 94 ]  |
| 838   | Бу́зиков Фёдор Петрович                                            | 13.04.1944                                  | авиация                      | командир эскадрильи 74-го гвардейского штурмового авиационного полка 1-й гвардейской штурмовой авиационной дивизии 8-й воздушной армии 4-го Украинского фронта | гвардии старший лейтенант                 | 1920 — 14.01.1944                          | [ БС 29 ] [ ГС 107 ] [ НЛ 95 ]  |
| 839   | Бузи́нов Вадим Николаевич                                          | 18.08.1945                                  | авиация                      | заместитель командира и штурман эскадрильи 148-го истребительного авиационного полка 185-й истребительной авиационной дивизии 14-го истребительного авиационного корпуса 15-й воздушной армии 2-го Прибалтийского фронта | капитан                                   | 16.07.1922 — 03.11.1978                    | [ БС 29 ] [ ГС 108 ] [ НЛ 96 ]  |
| 840   | Бузи́нов Михаил Васильевич                                         | 24.12.1943                                  | артиллерия                   | командир 274-го гвардейского лёгкого артиллерийского полка 23-й гвардейской лёгкой артиллерийской бригады 5-й артиллерийской дивизии 4-го артиллерийского корпуса прорыва РГК в составе 61-й армии Белорусского фронта | гвардии подполковник                      | 06.10.1899 — 26.05.1947                    | [ БС 29 ] [ ГС 109 ] [ НЛ 97 ]  |
| 841   | Бузы́цков Иван Дмитриевич                                          | 26.08.1941                                  | пограничник                  | командир пулемётного отделения пограничной заставы № 5 25-го Кагульского пограничного отряда Молдавского пограничного округа | младший сержант                           | 15.11.1917 — 12.07.1978                    | ——                              |
| 842   | Буйко́ Пётр Михайлович бел. Буйко Пётр Міхайлавіч                  | 07.08.1944                                  | партизан                     | активный участник партизанской борьбы на Украине, врач 4-го партизанского батальона Васильковского партизанского отряда | —                                         | 31.10.1895 — 15.10.1943                    | [ БС 29 ] [ ГС 111 ] [ НЛ 98 ]  |
| 843   | Буйне́вич Павел Николаевич бел. Буйневіч Павел Мікалаевіч          | 27.02.1945                                  | пехота                       | командир орудия 447-го стрелкового полка 397-й стрелковой дивизии 61-й армии 1-го Белорусского фронта | сержант                                   | 15.10.1912 — 14.03.1995                    | [ БС 29 ] [ ГС 112 ] [ НЛ 99 ]  |
| 844   | Буйни́цкий Виктор Харлампиевич                                     | 03.02.1940                                  | —                            | инженер-гидрограф ледокольного парохода «Георгий Седов» Главного управления Северного морского пути | —                                         | 31.12.1911 — 18.07.1980                    | ——                              |
| 845   | Буйно́в Николай Васильевич                                         | 24.03.1945                                  | пехота                       | командир взвода роты автоматчиков 7-й гвардейской механизированной бригады 3-го гвардейского механизированного корпуса 1-го Прибалтийского фронта | гвардии младший лейтенант                 | 28.12.1923 — 28.12.1977                    | [ БС 31 ] [ ГС 114 ] [ НЛ 100 ] |
| 846   | Бука́ев Иван Прокофьевич                                           | 18.05.1943                                  | пехота                       | стрелок 78-го гвардейского стрелкового полка 25-й гвардейской стрелковой дивизии 6-й армии Юго-Западного фронта | гвардии красноармеец                      | 31.05.1901 — 11.08.1971                    | [ БС 31 ] [ ГС 115 ] [ НЛ 101 ] |
| 847   | Бука́нов Иван Александрович                                        | 03.06.1944                                  | артиллерия                   | командир взвода управления 308-го артиллерийского полка 144-й стрелковой дивизии 33-й армии Западного фронта | лейтенант                                 | 07.01.1917 — 03.12.1943 (пропал без вести) | [ БС 31 ] [ ГС 116 ] [ НЛ 102 ] |
| 848   | Букенба́ев Малкеждар каз. Бөкенбаев Малғаждар                      | 27.02.1945                                  | пехота                       | командир взвода 1081-го стрелкового полка 312-й стрелковой дивизии 69-й армии 1-го Белорусского фронта | лейтенант                                 | 06.03.1924 — 13.06.2002                    | [ БС 31 ] [ ГС 117 ] [ НЛ 103 ] |
| 849   | Бу́кия Акакий Константинович груз. ბუკია აკაკი                     | 24.03.1945                                  | артиллерия                   | заместитель командира 745-го самоходного артиллерийского полка 5-го механизированного корпуса 6-й танковой армии 2-го Украинского фронта | майор                                     | 23.10.1916 — 25.12.1974                    | [ БС 32 ] [ ГС 118 ] [ НЛ 104 ] |
| 850   | Букло́в Фёдор Григорьевич                                          | 15.05.1946                                  | артиллерия                   | командир батареи 139-го гвардейского артиллерийского полка 69-й гвардейской стрелковой дивизии 4-й гвардейской армии 3-го Украинского фронта | гвардии лейтенант                         | 18.06.1924 — 13.04.1985                    | [ БС 33 ] [ ГС 119 ] [ НЛ 105 ] |
| 851   | Буко́ткин Ефим Егорович                                            | 15.05.1946                                  | артиллерия                   | командир орудия 931-го стрелкового полка 240-й стрелковой дивизии 40-й армии 2-го Украинского фронта | старшина                                  | 1909 — 26.04.1945                          | [ БС 33 ] [ ГС 120 ] [ НЛ 106 ] |
| 852   | Була́вский Виктор Константинович                                   | 15.01.1940                                  | артиллерия                   | командир батареи 402-го гаубичного артиллерийского полка 7-й армии | лейтенант                                 | 22.01.1918 — 26.12.1939                    | ——                              |
| 853   | Була́ев Александр Дмитриевич                                       | 02.09.1943                                  | авиация                      | командир эскадрильи 159-го истребительного авиационного полка 275-й истребительной авиационной дивизии 13-й воздушной армии Ленинградского фронта | майор                                     | 09.09.1910 — 17.05.1943                    | ——                              |

| Навигационная таблица | Навигационная таблица                |
| --------------------- | ------------------------------------ |
| «Б»                   | Бабаджанян Амазасп — Балебин Василий |
| «Б»                   | Баленко Александр — Батяев Василий   |
| «Б»                   | Бахаев Степан — Белоусов Павел       |
| «Б»                   | Белоусов Степан — Бирченко Иван      |
| «Б»                   | Бирюзов Сергей — Бойцов Игорь        |
| «Б»                   | Бойцов Филипп — Бортник Роман        |
| «Б»                   | Бортовский Матвей — Булаев Александр |
| «Б»                   | Булаенко Иван — Бяков Алексей        |